# Jüdische Trauerhalle (Velké Meziříčí)

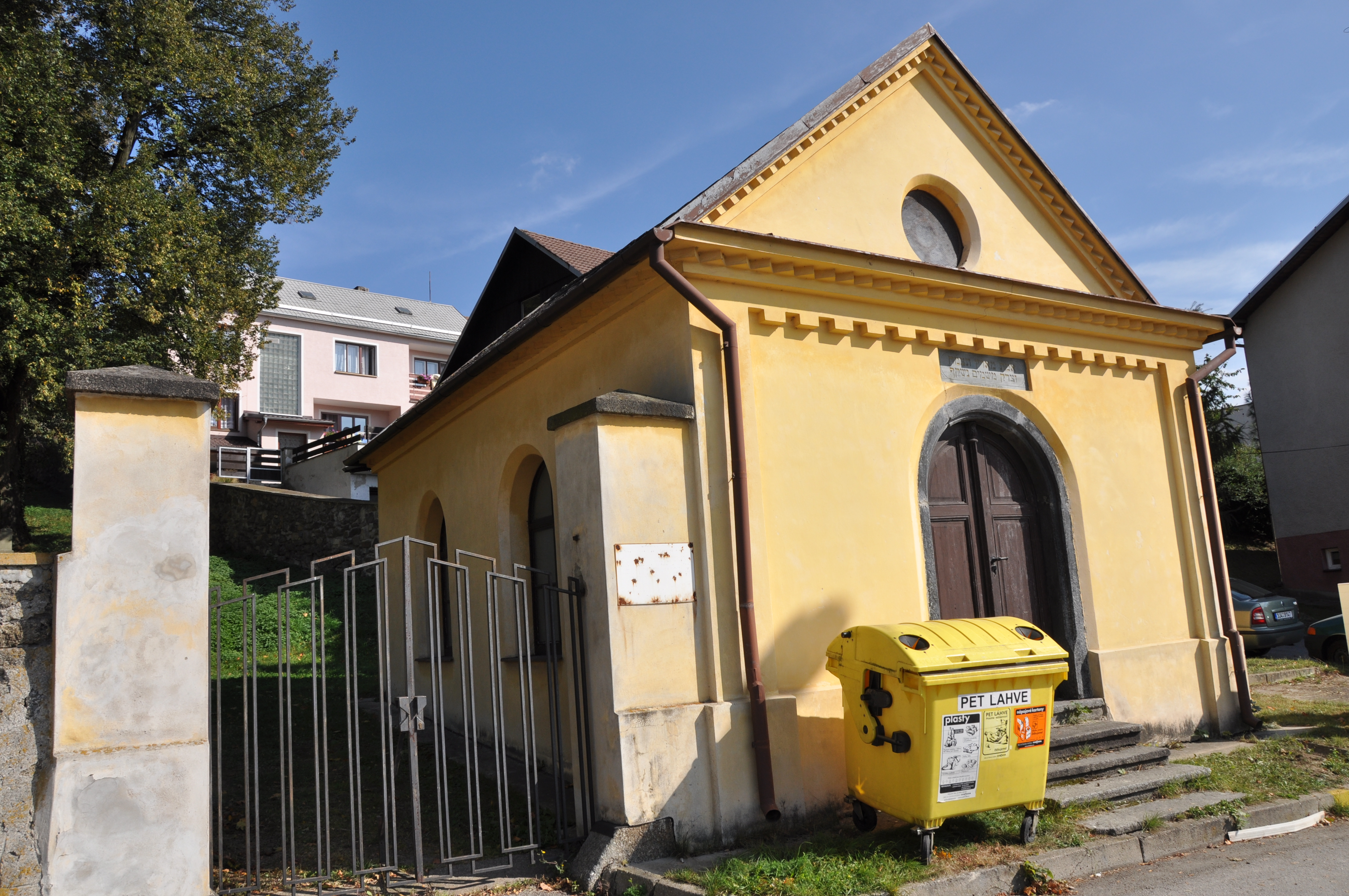
Trauerhalle auf dem jüdischen Friedhof in Velké Meziříčí

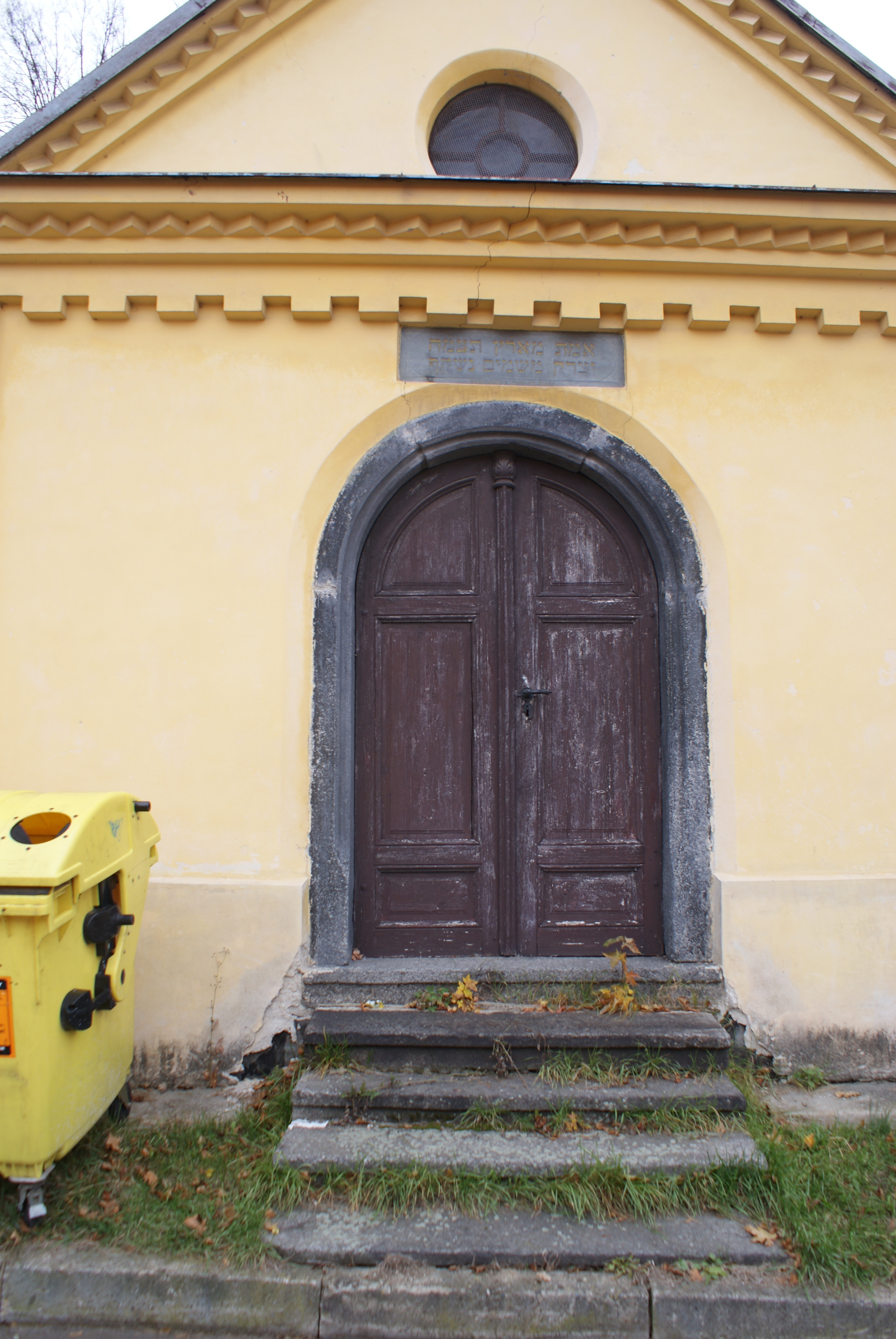
Portal

Die Jüdische Trauerhalle in Velké Meziříčí (deutsch Groß Meseritsch), einer Stadt im Okres Žďár nad Sázavou in Tschechien, wurde um 1880 errichtet. Die Trauerhalle ist als Teil des Jüdischen Friedhofs in Velké Meziříčí seit 1988 ein geschütztes Kulturdenkmal.
Die Trauerhalle im Stil des Historismus besitzt ein Rundbogenportal mit einem Ochsenauge darüber.